# Pedro Cebrián
Pedro Cebrián y Agustín, terzo conte di Fuenclara (Luceni, 30 aprile 1687 – Madrid, 22 agosto 1752), è stato un diplomatico spagnolo e viceré della Nuova Spagna dal 3 novembre 1742 all'8 luglio 1746.

## Biografia
Fu un ambasciatore alle corti di Vienna, Dresda e Napoli. Fu anche maggiordomo e scudiero dell'Infante Don Felipe. Divenne anche membro degli ordini di San Genero e Toisón.
Il 31 gennaio 1742 re Filippo V di Spagna nominò personalmente Cebrián y Agustín viceré della Nuova Spagna. Giunse a Veracruz il 5 ottobre 1742, facendo l'ingresso ufficiale nella capitale e prendendo i poteri il 3 novembre 1742. Sostituì Pedro Malo de Villavicencio, presidente della Audiencia reale, che era in carica dalla morte del precedente viceré, Pedro de Castro y Figueroa.
Come viceré riparò l'acquedotto di che andava da Chapultepec a Salta del Agua, e lastricò molte strade di Città del Messico. Riparò ed ampliò la Calzada de San Antonio Abad. Istituì anche gli estancos (monopoli di governo) per la polvere da sparo, le miniere di sale, il ghiaccio ed il juego de gallos (combattimento di galli). Vietò il gioco delle carte e dei dadi.
Secondo le istruzioni ricevute dalla Spagna, Cebrián y Agustín raccolse informazioni storiche, etnologiche e statistiche sulla colonia. Ordinò al geografo José Antonio Villaseñor y Sánchez di preparare una stima ufficiale della popolazione della colonia, da trasmettere alla Corte. La stima fu completata nell'aprile del 1744, e la popolazione risultava essere di 3 865 000 di abitanti. Un altro risultato della raccolta di informazioni fu il libro di Villaseñor, Theatro Americano, descripción general de los reinos y provincias de la Nueva España (2 volumi., 1646-48). Il lavoro è una fonte preziosa per chi studia quel periodo.
Il 2 giugno 1743, dopo un'indagine, imprigionò il cavaliere italiano Lorenzo Boturini Bernaducci (1702-53). Boturini chiedeva donazioni pubbliche per incoronare Nostra Signora di Guadalupe con una corona d'oro, e anche di introdurre documenti papali senza un permesso reale. Al tempo del suo arresto, molti importanti documenti, codici e scritti sulle antiche culture che Boturini aveva raccolto furono confiscati, e non gli furono mai più restituiti. Nel 1744 Boturini fu mandato in Spagna, dove chiarì le sue buone intenzioni e venne liberato. Il re lo nominò storico delle Indie, e ricevette il permesso di tornare in Nuova Spagna. A Madrid scrisse una storia sull'antico Messico, ancora inedita quando morì nel 1753.
Il 1º luglio 1743 l'ammiraglio britannico George Anson catturò il tesoro cinese del galeone Nuestra Señora de Covadonga al largo delle Filippine, sulla rotta da Manila alla Nuova Spagna. Fu requisita la mercanzia e 1 318 843 di pesos in lingotti d'argento. Anson vendette il tutto in Cina per £400 000. Il viceré fu accusato di essere implicato, ma le accuse non ebbero seguito.
Nel 1744 ci fu una ribellione a Puebla, causata da piccoli dissidi religiosi. Il viceré, per rendere ufficiale una sua visita al vescovo, ordinò di suonare le campane. La popolazione lo interpretò come il segno della canonizzazione di un precedente vescovo, Juan de Palafox y Mendoza, per cui molte persone avevano chiesto la santificazione. Quando si seppe che il motivo non era quello, il popolo insorse. Il viceré ordinò agli uomini della guarnigione di sopprimere la rivolta, e ci furono insulti. Lo stesso viceré fu poi criticato per questa decisione.
Favorì la spedizione di José de Escandón per l'esplorazione e la colonizzazione di Nuevo Santander (Tamaulipas). Questa spedizione partì da Città del Messico il 5 marzo 1744.
Si ammalò, e chiese di essere sostituito e di tornare in Spagna; era il luglio del 1746. Morì a Madrid il 6 agosto 1752.